# سورن جنسن (مجدف)
سورن جنسن (بالدنماركية: Søren Jensen)‏ هو مجدف دنماركي، ولد في 19 أكتوبر 1918 في كوبنهاغن في الدنمارك، وتوفي في 14 فبراير 1995 في Herfølge ‏ في الدنمارك.

## وصلات خارجية
- سورن جنسن على موقع الاتحاد الدولي للتجديف (الإنجليزية)
- سورن جنسن على موقع اللجنة الأولمبية الدولية (الإنجليزية)
- سورن جنسن على موقع أوليمبيديا (الإنجليزية)